# Baryton
A baryton egy cselló nagyságú, 6  húros vonós hangszer, a gambacsalád tagja. A viola bastardánál egy fokkal magasabb hangszer, amelyet a gambák módjára, láb között tartva kell megszólaltatni. Hangolása: A-d-f-a-d'-f'
A viola bastardához hasonlóan ez a hangszer is rendelkezik együttrezgő húrokkal, 7–28 darab van belőlük, de ezek a hangszer fogólapja alatt futnak, így a bal kéz hüvelykujjával akár pengethetők is. Hangolásuk: A-d-e-fisz-g-a-b-cisz'-d'-e'. A pengetés lehetőségét sok szerző, illetve játékos bonyolult kétszólamú játékra használta.
A hangszer első említése 1656-ból való, a 19. század elejéig használták. A rokokóban és a korai klasszikában találhatóak rá írott darabok. Joseph Haydn igen sok művet írt rá (kb. 170-et, szólókat, triókat mélyhegedűvel és csellóval, divertimentókat stb.), mert Esterházy Miklós József herceg nagy barytonjátékos volt, hangszere a Magyar Nemzeti Múzeumban látható.